# Список птахів Сан-Томе і Принсіпі
Це перелік видів птахів, зафіксованих на території Сан-Томе і Принсіпі. Авіфауна Сан-Томе і Принсіпі налічує загалом 161 вид, з яких 28 є ендемічними, а 4 були інтродукований людьми.

## Позначки
Наступні теги використані для виділення деяких категорій птахів.  
- (А) Випадковий - вид, який рідко або випадково трапляється на островах Сан-Томе і Принсіпі
- (Е) Ендемічий - вид, який є ендеміком Сан-Томе і Принсіпі
- (I) Інтродукований - вид, завезений до Сан-Томе і Принсіпі як наслідок, прямих чи непрямих дій людських дій
- (?) Непідтверджений - вид, який спосетігався в Сан-Томе і Принсіпі, однак достовірність спостереження непідтверджена

## Буревісникоподібні(Procellariiformes)
Родина: Буревісникові (Procellariidae)
- Буревісник великий, Ardenna gravis
- Буревісник сивий, Ardenna griseus (?)

Родина: Океанникові (Oceanitidae)
- Океанник Вільсона, Oceanites oceanicus

Родина: Качуркові (Hydrobatidae)
- Качурка морська, Hydrobates pelagicus (?)
- Качурка мадерійська, Hydrobates castro

## Фаетоноподібні(Phaethontiformes)
Родина: Фаетонові (Phaethontidae)
- Фаетон червонодзьобий, Phaethon aethereus (A)
- Фаетон білохвостий, Phaethon lepturus

## Сулоподібні(Suliformes)
Родина: Сулові (Sulidae)
- Сула африканська, Morus capensis
- Сула жовтодзьоба, Sula dactylatra (?)
- Сула білочерева, Sula leucogaster

Родина: Бакланові (Phalacrocoracidae)
- Баклан африканський, Microcarbo africanus

## Пеліканоподібні(Pelecaniformes)
Родина: Чаплеві (Ardeidae)
- Бугайчик, Ixobrychus minutus
- Чапля сіра, Ardea cinerea
- Чапля чорноголова, Ardea melanocephala (A)
- Чапля руда, Ardea purpurea
- Чепура велика, Ardea alba (A)
- Чепура середня, Ardea intermedia (A)
- Чепура чорна, Egretta ardesiaca
- Чапля рифова, Egretta gularis
- Чепура мала, Egretta garzetta
- Чапля єгипетська, Bubulcus ibis
- Чапля жовта, Ardeola ralloides (A)
- Чапля мангрова, Butorides striata

Родина: Ібісові (Threskiornithidae)
- Ібіс сан-томейський, Bostrychia bocagei (E)

## Лелекоподібні(Ciconiiformes)
Родина: Лелекові (Ciconiidae)
- Лелека білий, Ciconia ciconia

## Фламінгоподібні(Phoenicopteriformes)
Родина: Фламінгові (Phoenicopteridae)
- Фламінго рожевий, Phoenicopterus roseus (?)
- Фламінго малий, Phoenicopterus minor

## Гусеподібні(Anseriformes)
Родина: Качкові (Anatidae)
- Свистач рудий, Dendrocygna bicolor
- Качка шишкодзьоба, Sarkidiornis melanotos

## Яструбоподібні(Accipitriformes)
Родина: Скопові (Pandionidae)
- Скопа, Pandion haliaetus

Родина: Яструбові (Accipitridae)
- Шуліка чорний, Milvus migrans
- Гриф пальмовий, Gypohierax angolensis
- Gyps africanus (A)

## Соколоподібні(Falconiformes)
Родина: Соколові (Falconidae)
- Кібчик, Falco vespertinus

## Куроподібні(Galliformes)
Родина: Фазанові (Phasianidae)
- Турач тропічний, Pternistis squamatus
- Турач рудогорлий, Pternistis afer
- Перепілка-арлекін, Coturnix delegorguei

Родина: Цесаркові (Numididae)
- Цесарка рогата, Numida meleagris (I)

## Журавлеподібні(Gruiformes)
Родина: Пастушкові (Rallidae)
- Пастушок африканський, Rallus caerulescens
- Деркач африканський, Crex egregia
- Султанка африканська, Porphyrio alleni
- Курочка водяна, Gallinula chloropus
- Курочка мала, Paragallinula angulata

## Сивкоподібні(Charadriiformes)
Родина: Дерихвостові (Glareolidae)
- Дерихвіст степовий, Glareola nordmanni

Родина: Сивкові (Charadriidae)
- Чайка шпорова, Vanellus spinosus (A)
- Сивка американська, Pluvialis dominica
- Сивка звичайна, Pluvialis apricaria
- Сивка морська, Pluvialis squatarola
- Пісочник великий, Charadrius hiaticula (A)
- Пісочник малий, Charadrius dubius
- Пісочник білолобий, Charadrius marginatus

Родина: Баранцеві (Scolopacidae)
- Грицик малий, Limosa lapponica
- Кульон середній, Numenius phaeopus
- Кульон великий, Numenius arquata
- Коловодник ставковий, Tringa stagnatilis
- Коловодник великий, Tringa nebularia
- Коловодник лісовий, Tringa ochropus (?)
- Коловодник болотяний, Tringa glareola
- Набережник палеарктичний, Actitis hypoleucos
- Крем'яшник звичайний, Arenaria interpres
- Побережник білий, Calidris alba
- Побережник малий, Calidris minuta
- Побережник арктичний, Calidris melanotos (?)
- Побережник червоногрудий, Calidris ferruginea

Родина: Поморникові (Stercorariidae)
- Поморник середній, Stercorarius pomarinus

Родина: Мартинові (Laridae)
- Крячок рябодзьобий, Thalasseus sandvicensis
- Крячок річковий, Sterna hirundo (A)
- Крячок полярний, Sterna paradisaea (?)
- Крячок бурокрилий, Onychoprion anaethetus (?)
- Крячок строкатий, Onychoprion fuscatus
- Крячок білокрилий, Chlidonias leucopterus
- Крячок атоловий, Anous minutus
- Крячок бурий, Anous stolidus

## Голубоподібні(Columbiformes)
Родина: Голубові (Columbidae)
- Голуб сизий, Columba livia
- Columba arquatrix
- Columba thomensis (E)
- Голуб сан-томейський, Columba malherbii (E)
- Голуб білощокий, Columba larvata
- Горлиця мала, Spilopelia senegalensis
- Вінаго сан-томейський, Treron sanctithomae (E)
- Вінаго африканський, Treron calvus

## Папугоподібні(Psittaciformes)
Родина: Psittaculidae
- Нерозлучник гвінейський, Agapornis pullarius

Родина: Папугові (Psittacidae)
- Жако, Psittacus erithacus

## Зозулеподібні(Cuculiformes)
Родина: Зозулеві (Cuculidae) 
- Зозуля строката, Clamator jacobinus
- Зозуля чубата, Clamator glandarius
- Зозуля звичайна, Cuculus canorus
- Дідрик білочеревий, Chrysococcyx klaas (?)
- Дідрик жовтогрудий, Chrysococcyx cupreus

## Совоподібні(Strigiformes)
Родина: Сипухові (Tytonidae)
- Сипуха крапчаста, Tyto alba

Родина: Совові (Strigidae)
- Сплюшка африканська, Otus senegalensis
- Сплюшка сан-томейська, Otus hartlaubi (E)
- Otus bikegila (E)

## Серпокрильцеподібні(Apodiformes)
Родина: Серпокрильцеві (Apodidae)
- Голкохвіст сан-томейський, Zoonavena thomensis (E)
- Серпокрилець пальмовий, Cypsiurus parvus
- Серпокрилець чорний, Apus apus
- Серпокрилець блідий, Apus pallidus
- Серпокрилець малий, Apus affinis

## Сиворакшоподібні(Coraciiformes)
Родина: Рибалочкові (Alcedinidae)
- Рибалочка діадемовий, Corythornis cristatus
- Рибалочка білочеревий, Corythornis leucogaster
- Альціон блакитний, Halcyon malimbica
- Рибалочка строкатий, Ceryle rudis

Родина: Сиворакшові (Coraciidae)
- Сиворакша євразійська, Coracias garrulus

## Горобцеподібні(Passeriformes)
Родина: Ластівкові (Hirundinidae)
- Ластівка берегова, Riparia riparia (A)
- Ластівка білоброва, Neophedina cincta
- Ластівка сільська, Hirundo rustica
- Ластівка міська, Delichon urbica
- Ластівка сірогуза, Pseudhirundo griseopyga (A)

Родина: Плискові (Motacillidae)
- Плиска жовта, Motacilla flava (A)
- Плиска строката, Motacilla aguimp
- Плиска сан-томейська, Motacilla bocagii (E)
- Щеврик-велет, Anthus leucophrys (A)
- Щеврик лісовий, Anthus trivialis (A)

Родина: Дроздові (Turdidae)
- Дрізд острівний, Turdus olivaceofuscus (E)
- Дрізд принсипійський, Turdus xanthorhynchus (E)

Родина: Тамікові (Cisticolidae)
- Принія сан-томейська, Prinia molleri (E)

Родина: Очеретянкові (Acrocephalidae)
- Очеретянка лучна, Acrocephalus schoenobaenus (A)

Родина: Кропив'янкові (Sylviidae)
- Тимелія принцева, Sylvia dohrni (Е)
- Кропив'янка садова, Sylvia borin (A)

Родина: Мухоловкові (Muscicapidae)
- Мухоловка сіра, Muscicapa striata
- Соловейко західний, Luscinia megarhynchos (A)
- Трав'янка лучна, Saxicola rubetra (A)

Родина: Монархові (Monarchidae)
- Монарх-довгохвіст іржастий, Terpsiphone rufiventer
- Монарх-довгохвіст сан-томейський, Terpsiphone atrochalybeia (E)

Родина: Нектаркові (Nectariniidae)
- Нектарка бронзовоспинна, Anabathmis hartlaubii (E)
- Нектарка сан-томейська, Anabathmis newtonii (E)
- Нектарка велика, Dreptes thomensis (E)
- Нектарик оливковий, Cyanomitra olivacea

Родина: Окулярникові (Zosteropidae)
- Затоківка чорноголова, Zosterops lugubris (E)
- Затоківка принсипійська, Zosterops leucophaeus (E)
- Окулярник інжировий, Zosterops ficedulinus (E)
- Окулярник сан-томейський, Zosterops feae (E)

Родина: Вивільгові (Oriolidae)
- Вивільга звичайна, Oriolus oriolus
- Вивільга сан-томейська, Oriolus crassirostris (E)

Родина: Сорокопудові (Laniidae)
- Сорокопуд чорнолобий, Lanius minor
- Сорокопуд сан-томейський, Lanius newtoni (E)

Родина: Дронгові (Dicruridae)
- Дронго вилохвостий, Dicrurus adsimilis
- Дронго узлісний, Dicrurus modestus

Родина: Шпакові (Sturnidae)
- Мерл темнощокий, Lamprotornis splendidus (?)
- Мерл принсипійський, Lamprotornis ornatus (E)
- Моріо іржастокрилий, Onychognathus fulgidus

Родина: Ткачикові (Ploceidae)
- Ткачик принсипійський, Ploceus princeps (E)
- Ткачик акацієвий, Ploceus vitellinus
- Ткачик великий, Ploceus cucullatus (I)
- Ткачик гігантський, Ploceus grandis (E)
- Ткачик чорноголовий, Ploceus melanocephalus
- Ткачик сан-томейський, Ploceus sanctithomae (E)
- Квелія червоноголова, Quelea erythrops
- Вайдаг чорнокрилий, Euplectes hordeaceus
- Вайдаг сан-томейський, Euplectes aureus
- Вайдаг білокрилий, Euplectes albonotatus

Родина: Астрильдові (Estrildidae)
- Нігрита рудочерева, Nigrita bicolor
- Астрильд-метелик савановий, Uraeginthus angolensis
- Астрильд чорнохвостий, Glaucestrilda thomensis (?)
- Астрильд смугастий, Estrilda astrild (I)
- Сріблодзьоб чорноволий, Spermestes cucullata

Родина: Вдовичкові (Viduidae)
- Вдовичка білочерева, Vidua macroura
- Вдовичка райська, Vidua paradisaea (I) (?)

Родина: В'юркові (Fringillidae)
- Армілка сан-томейська, Crithagra concolor (E)
- Щедрик жовтолобий, Crithagra mozambica
- Щедрик принсипійський, Crithagra rufobrunnea (E)